# Paproccy herbu Cholewa
Paproccy herbu Cholewa – polski ród szlachecki wywodzący się z Podlasia.
Udokumentowane początki rodu sięgają XV wieku. W tym wieku powstała wieś Paprotnia. Najstarszy zapis dotyczy Wita Paprockiego z braćmi stryjecznymi oraz Michała z Paprotny. Wpis ten pochodzi z 1477 roku.
Obecnie mieszka w Polsce ok. sześciu tysięcy Paprockich, blisko dwustu Paprockich mieszka na terenie dawnego województwa siedleckiego, są oni w większości potomkami podlaskich Paprockich.